# ولادة جديدة
الولادة الجديدة، أو تجربة الولادة الجديدة، هي عبارة تُشير إلى «الولادة الروحية»، أو تجديد الروح البشرية، لا سيما في المسيحية الإنجيلية. وعلى عكس الولادة الجسدية، فإن «الولادة الجديدة» تحدث بشكل متمايز ومنفصل من خلال الروح القدس، وتحدث عندما يُسلم المرء حياته للمسيح (يوحنا 3: 5، تيطس 3: 5). وبينما يُدرك جميع المسيحيين هذا المفهوم من الكتاب المقدس، إلا أنه عقيدةٌ أساسية لطوائف كنائس تجديدية العماد، والمورافية، والميثودية، والمعمدانية، والإخوة البليموث، والخمسينية، بالإضافة إلى الطوائف المسيحية الإنجيلية. وتُؤكد هذه الكنائس على كلمات يسوع في الأناجيل: «لا تتعجب أني قلت لك: ينبغي أن تولدوا من فوق» (يوحنا 3: 7). (في بعض الترجمات الإنجليزية، تُرجمت عبارة «الولادة من جديد» إلى «الولادة من فوق»). كما تنص عقائدهم على أن «الولادة من جديد» وبالتالي «الخلاص» تقتضي أن تكون للشخص علاقة شخصية وحميمة بيسوع المسيح.
يعود أصل مصطلح الولادة من جديد إلى العهد الجديد. ففي رسالة بطرس الأولى، يصف الكاتب الولادة الجديدة بأنها تتم من البذرة التي هي كلمة الله. وفي إنجيل لوقا، يشير يسوع نفسه إلى كلمة الله على أنها البذرة.
في الاستخدام المسيحي المعاصر، وبعيدًا عن الإنجيلية، يختلف هذا المصطلح عن المصطلحات المماثلة التي تُستخدم أحيانًا في المسيحية للإشارة إلى الشخص الذي هو مسيحي أو في طريقه إلى المسيحية. ويرتبط هذا الاستخدام عادةً بالمعمودية بالماء وعقيدة التجديد بالمعمودية ذات الصلة. غالبًا ما يصرح الأفراد الذين يدّعون أنهم «مولودون من جديد» (أي مولودون في «الروح القدس») بأن لديهم «علاقة شخصية بيسوع المسيح».

## الأصل
يُشتق هذا المصطلح من واقعة في إنجيل يوحنا، حيث لم يفهم نيقوديموس، الفريسي اليهودي، كلمات يسوع:
أجاب يسوع وقال له: «الحق الحق أقول لك: إن كان أحد لا يولد من فوق لا يقدر أن يرى ملكوت الله». قال له نيقوديموس: «كيف يمكن الإنسان أن يولد وهو شيخ؟ ألعله يقدر أن يدخل بطن أمه ثانية ويولد؟» أجاب يسوع: «الحق الحق أقول لك: إن كان أحد لا يولد من الماء والروح لا يقدر أن يدخل ملكوت الله».

— إنجيل يوحنا، الإصحاح 3، الآيات 3-5، الترجمة العالمية الجديدة
كُتب إنجيل يوحنا باللغة اليونانية العامية المختلطة، والنص الأصلي غامض، مما أدى إلى تورية أساء نيقوديموس فهمها. والكلمة المترجمة إلى «مجددًا» هيἄνωθεν  (ánōtʰen)، والتي قد تعني «مجددًا» أو «من فوق». والتورية هي صورة بلاغية يستخدمها كاتب الإنجيل لخلق حيرة أو التباس لدى السامع؛ ثم يوضح يسوع أو الراوي سوء الفهم. ويأخذ نيقوديموس المعنى الحرفي فقط من قول يسوع، بينما يوضح يسوع أنه يعني بالأحرى ولادة روحية جديدة من فوق. توجب على الترجمات الإنجليزية اختيار معنى واحد للعبارة أو آخر؛ وتستخدم الترجمة العالمية الجديدة، ونسخة الملك جيمس، والنسخة المنقحة عبارة «الولادة الجديدة»، بينما تفضل الترجمة القياسية المنقحة الجديدة والترجمة الإنجليزية الجديدة ترجمة «الولادة من فوق». وتشير معظم الترجمات إلى المعنى البديل لعبارة ánōtʰen في حاشية سفلية.
يُجادل إدوين هوسكينز بأن «الولادة من فوق» تُفضل كمعنى أساسي، ولفت الانتباه إلى عبارات مثل «ولادة الروح القدس»، و«الولادة من الله»، ولكنه يُصرّ على أن هذا يحمل معه بالضرورة تأكيدًا على تجدد الحياة كما وهبها الله نفسه.

ويأتي الاستخدام الأخير للعبارة في رسالة بطرس الأولى، المُترجمة في نسخة الملك جيمس على النحو التالي:
«طهروا نفوسكم في طاعة الحق بالروح للمحبة الأخوية العديمة الرياء، فأحبوا بعضكم بعضًا من قلب طاهر بشدة. مولودين ثانية، لا من زرع يفنى، بل مما لا يفنى، بكلمة الله الحية الباقية إلى الأبد».

— ١ بطرس ١: ٢٢-٢٣
في هذا النص الكلمة اليونانية المترجمة إلى «الولادة الجديدة» هيἀναγεγεννημένοι  (anagegennēménoi).

### التفسيرات
يُفسَّر الفهم اليهودي التقليدي لوعد الخلاص على أنه متجذر في «نسل إبراهيم»؛ أي في النسب الجسدي إلى إبراهيم. وأوضح يسوع لنيقوديموس خطأ هذا المبدأ، إذ يجب أن يولد كل إنسان ميلادين: الأول ميلاد طبيعي بالجسد المادي، وميلاد آخر بالماء والروح. وقد رسخ هذا الحوار مع نيقوديموس الاعتقاد المسيحي بأن جميع البشر - يهودًا كانوا أم أمميين - يجب أن «يولدوا من جديد» من نسل المسيح الروحي. ويتعزز هذا الفهم في رسالة بطرس الأولى ١: ٢٣. وتذكر الموسوعة الكاثوليكية أن «جدلًا قد نشأ في الكنيسة الأولى حول تفسير عبارة نسل إبراهيم. تُعلم [رسالة بطرس الأولى] في موضع واحد أن كل من هم للمسيح بالإيمان هم نسل إبراهيم، وورثة حسب الوعد. إلا أنه يُبدي قلقه من عدم تحقق الوعد لنسل إبراهيم (في إشارة إلى اليهود)».
كتب تشارلز هودج أن «التغيير الذاتي الذي يحدث في النفس بنعمة الله، يُشار إليه في الكتاب المقدس بمصطلحات متنوعة» مثل الميلاد الجديد، والقيامة، والحياة الجديدة، والخليقة الجديدة، وتجديد العقل، والموت دون الخطيئة والعيش في البر، والانتقال من الظلمة إلى النور.
استخدم يسوع تشبيه «الولادة» في ربط التجديد الروحي بالحياة ببداية إلهية. قدّم اللاهوتيون المسيحيون المعاصرون تفسيراتٍ لمعنى «الولادة من فوق» باعتبارها ترجمةً أدقّ للكلمة اليونانية الأصلية المنقولة بحروفٍ يونانية إلى ánotʰen. ويذكر اللاهوتي فرانك ستاغ سببين لأهمية الترجمة الأحدث:
1. التشديد على «من فوق» (تعني «من السماء») يُلفت الانتباه إلى مصدر «تجدد الحياة». ويكتب ستاغ أن كلمة «مجددًا» لا تشمل مصدر البداية الجديدة.
2. الأمر يتطلب أكثر من مجرد تحسين الذات؛ «المصير الجديد يتطلب أصلًا جديدًا، ويجب أن يكون هذا الأصل الجديد من الله».[19]

ويظهر مثال مبكر على المصطلح في استخدامه الحديث في عظات جون ويزلي. ففي عظته المعنونة ولادة جديدة، يكتب: «لا يمكن لأحد أن يكون قديسًا إلا إذا وُلد من جديد»، و«ما لم يُولد من جديد، لا يمكن لأحد أن يكون سعيدًا حتى في هذا العالم. لأنه لا ينبغي للإنسان أن يكون سعيدًا إلا إذا كان قديسًا». وأيضًا «أقول، يمكن للإنسان أن يولد من جديد، فيصبح وارثًا للخلاص». ويذكر ويزلي أيضًا أن الأطفال الذين يُعمدون يولدون من جديد، لكن الأمر يختلف بالنسبة للبالغين:
تفترض كنيستنا أن جميع من يُعمدون في طفولتهم يولدون من جديد في الوقت نفسه. لكن من المؤكد أن جميع من يُعمدون في سن النضج ليسوا مولودين من جديد في الوقت نفسه.
أشار كتاب للتوحيديين بعنوان مرساة الإنجيل في ثلاثينيات القرن التاسع عشر إلى أن العبارة لم تُذكر في أي من الأناجيل، ولا في أي من الرسائل باستثناء رسالة بطرس الأولى. «لم يعتبرها أي من الإنجيليين، باستثناء يوحنا، ذات أهمية كافية لتسجيلها». ويضيف الكتاب أنه لولا يوحنا، «لم نكن لنعرف ضرورة ولادة الإنسان من جديد». وهذا يشير إلى أن «النص والسياق كانا مُخصصين لتطبيقهما على نيقوديموس تحديدًا، وليس على العالم».

### التاريخية
باحثو يسوع التاريخي، الذين حاولوا التأكد من مدى تطابق قصص يسوع مع الأحداث التاريخية التي تستند إليها، يتعاملون عمومًا مع محادثة يسوع مع نيقوديموس في إنجيل يوحنا 3 بتشكك. فهي تُفصل ما يُفترض أنه محادثة خاصة بين يسوع ونيقوديموس، دون أن يحضرها أي من التلاميذ على ما يبدو، ما يجعل من غير الواضح كيف جرى الحصول على سجل لهذه المحادثة. بالإضافة إلى ذلك، لم يجري تسجيل المحادثة في أي مصدر مسيحي قديم آخر غير إنجيل يوحنا والأعمال المستندة إلى يوحنا. ووفقًا لبارت إيرمان، فإن المشكلة الأكبر هي أن نفس المشكلة التي تواجهها الترجمات الإنجليزية للكتاب المقدس مع الكلمة اليونانية ἄνωθεν (ánōtʰen) هي مشكلة في اللغة الآرامية أيضًا: لا توجد كلمة واحدة في الآرامية تعني «مجددًا» و «من فوق»، ومع ذلك فإن المحادثة تعتمد على نيقوديموس الذي أساء الفهم. وبما أن المحادثة كانت بين يهوديين في القدس، حيث كانت الآرامية هي اللغة الأم، فلا يوجد سبب للاعتقاد بأنهما تحدثا باللغة اليونانية. وهذا يعني أنه حتى لو كانت المحادثة مبنية على محادثة حقيقية، فإن مؤلف إنجيل يوحنا عدّلها بشكل كبير لتشمل التلاعب بالألفاظ والعبارات اليونانية.